# Marguerite Duthuit Faure
Marguerite Duthuit Faure, née Marguerite Émilienne Matisse, est une peintre et résistante française née le 31 août 1894 à Paris et morte le 1er avril 1982 dans la même ville.

## Biographie
Marguerite Matisse est la fille aînée d'Henri Matisse. Sa mère Caroline Joblaud, dite « Camille » (1872-1954), est l'un des modèles de son père. Déclarée à sa naissance de père non dénommé, elle est reconnue par le peintre en 1897 et porte alors son nom.
Elle est son modèle pour de nombreux tableaux, par exemple Intérieur à la fillette en 1905-1906, Marguerite lisant en 1906, Marguerite en 1906-1907, Marguerite au chat noir en 1910 ou encore Marguerite à la veste rayée et Tête blanche et rose en 1914. Dans ces portraits, elle apparaît souvent le cou recouvert, par exemple d'un ruban noir, car elle dissimule la cicatrice d'une trachéotomie subie durant son enfance, à la suite d'une diphtérie.
Le 8 janvier 1898, son père épouse Amélie Parayre. Ils ont deux enfants, Jean en 1899 et Pierre en 1900 tous deux nés à Toulouse où les Matisse vivent près des parents d'Amélie. Le couple Matisse élève Marguerite et ses frères ensemble.
Le 10 novembre 1923, elle épouse Georges Duthuit, écrivain, historien et critique d'art. Ils auront un fils : Claude.
Plus tard, pendant la Seconde Guerre mondiale, elle fait partie de la Résistance avec sa belle-mère Amélie, mais à l'insu de son père. Sous le nom de « Jeannette », elle appartient au réseau Front National clandestin et à l'organisation de Francs-tireurs et partisans (FTP). Elle est responsable du secteur de Tredez où elle s'est occupée des réfractaires au STO, a fourni des armes aux FTP et participé à diverses opérations. Son mari est lui resté aux États-Unis, où il est speaker pour des émissions radiophoniques en direction de la France. Sa belle-mère Madame Amélie Matisse est arretée en avril 1944 et condamnée à six mois de prison (elle est libérée en septembre 1944).
Marguerite elle, est arrêtée par la Gestapo le 21 mai 1944 à la suite d'une dénonciation. Déportée au camp de Ravensbrück, elle parvient à s'en échapper, torturée et défigurée,. Elle est recueillie dans un premier temps par la famille de Léon Delarbre, un peintre résistant et déporté, connu pour avoir réussi à rapporter des dessins réalisés dans les camps d'extermination (musée de la Résistance à Besançon). Marguerite est ensuite prise en charge par la Croix-Rouge, qui la cache au sein de la famille Bruno à Giromagny près de Belfort. Elle est libérée en octobre 1944. Matisse la revoit en janvier et février 1945. Sous le coup d'une émotion intense, Henri Matisse dessine de nombreux portraits de sa fille, dont le dernier de la série montre un visage enfin apaisé.
Dans une lettre à Albert Marquet, du 6 novembre 1944, son père Henri Matisse donne des nouvelles de sa fille : « Je suppose qu'elle n'est que très fatiguée, car on ne m'a pas dit autre chose pour me ménager. Le docteur a dit que c'était un miracle qu'elle en soit sortie ainsi. ».
Son père Henri Matisse meurt le 3 novembre 1954 à Nice.
Dès 1914 et jusqu’à sa mort, elle travaille sur un monumental catalogue des peintures de son père. Son regard précis et attentif sur l'œuvre de son père en feront une sources inestimable  d'informations tant sur ses méthodes de travail que sur la localisation et l'authenticité de son immense production.
Elle meurt d'une crise cardiaque en 1982. Elle est enterrée à Nice au cimetière du Château.

## Exposition
- Matisse et Marguerite le regard d'un père, Musée d'Art Moderne de Paris, du 4 avril au 24 août 2025[11],[12]